# Sd.Kfz. 234
Sd.Kfz. 234 (Sonderkraftfahrzeug 234, Автомобіль спеціального призначення 234) — сімейство броньованих автомобілів, розроблених і виготовлених у Третьому Рейху під час Другої світової війни. Легкоброньовані машини були озброєні 20, 50 або 75-мм гарматами та оснащені дизельним двигуном Tatra V12. Sd.Kfz. 234 загалом нагадує зовнішній вигляд Sd.Kfz. 231(8-rad).

## Розробка
Броньовані колісні машини почали виготовлятися в Німеччині після закінчення Першої світової війни, оскільки на них не поширювалися обмеження Версальського договору. Sd.Kfz. 234 належав до серії ARK (тип позначення шасі) і був наступником більш раннього Sd.Kfz. 231/232/233 (8-rad), який належав до серії GS.
Бойовий досвід швидкохідних, важких колісних розвідувальних машин під час перших вторгнень Вермахту в Польщу та Францію вразив німецьких військових чиновників, але вказав на деякі недоліки в існуючих конструкціях. Таким чином, у серпні 1940 року було розпочато новий проект бронеавтомобіля, який включав кілька уроків із власних зовнішніх операцій Вермахту. Найновіший варіант Büssing-NAG Sd.Kfz. 232, а саме Sd.Kfz. 234 був розроблений пізніше того ж року. Він повинен був мати монококове шасі з вісьмома колесами та двигун з повітряним охолодженням для використання в Північній Африці.
Шасі були виготовлені компанією Büssing-NAG у Лейпциг-Варені, тоді як броньовані кузови були надані Deutsche Edelstahlwerke з Крефельда, а башти компанією Daimler Benz у Берліні-Маріенфельде та Шихау з Ельбінґа, з двигунами від Ringhoffer-Tatra-Werke AG з Несельсдорфа.
Перші випробування прототипу почалися приблизно в липні 1942 року. Через проблеми з надмірним шумом першого двигуна була розроблена друга модель, Tatra 103. Бронеавтомобіль мав вісім коліс і міг швидко змінювати напрямок завдяки поверненому проти руху, другому сидінню водія. Трансмісія мала шість передніх і задніх передач із тягою через вісім коліс. Потужність забезпечував дизельний двигун Tatra 103 з повітряним охолодженням. Sd.Kfz. 234 був першим і єдиним німецьким бронеавтомобілем, який використовував дизельний двигун повітряного охолодження. Спочатку це було задумано як тимчасове рішення, доки двигун не буде перероблено для кращої роботи в суворішому тропічному кліматі, однак цього не сталося, і тому Tatra 103 використовувався до кінця виробництва.
Першою і, можливо, найвідомішою версією броньовика була Sd.Kfz. 234/2; Авто мало башту, озброєну 5 cm L/60 гарматою, яка спочатку використовувалася легким танком VK 16.02 Leopard. Він вироблявся з кінця 1943 до середини 1944 року. Цей варіант був замінений у виробництві другою версією, Sd.Kfz. 234/1, яка мала простішу, відкриту башту (Hängelafette 38), озброєну гарматою 2 cm KwK 38; її виготовляли з середини 1944 до початку 1945 року.
Sd.Kfz. 234/3, що випускався одночасно з 234/1, служив допоміжною машиною для розвідувальних бронеавтомобілів. Мав відкриту надбудову, в якій встановлювалася короткоствольна гармата 7,5 cm K51 L/24. Ця гармата призначалася для боротьби з «легкими» цілями. Однак при використанні снаряда з порожнистим зарядом пробивна здатність перевищувала пробивну здатність гармати 5 cm L/60. Цей варіант випускався з середини 1944 до кінця 1944 року, перш ніж перейти на виробництво 234/4.
Останнім виробленим варіантом був Sd.Kfz. 234/4, який замінив гармату L/24 на 7,5 cm L/46 PaK 40. Це була ще одна спроба підвищити мобільність цієї протитанкової гармати, однак шасі 234 було максимально розтягнуте у своїх можливостях. Цей варіант випускався з кінця 1944 року до завершення бойових дій у 1945 році.

## Озброєння
Тривала розробка двигуна означала, що кампанія в пустелі закінчилася до того, як прибув 234, але він, тим не менш, виявився корисним на Східному та Західному фронтах. Він був досить грізним, але випущених машин було небагато, перш ніж його замінили на простіший Sd.Kfz. 234/1 (8-rad) з 20-мм гарматою (2 cm KwK 30 L/55) в 1944 році. Sd.Kfz. 234 зазвичай використовувався парами, один був оснащений комплектом радіозв'язку великого радіусу дії, а інший мав лишень радіо маленького радіусу дії. Бронеавтомобіль із радіо великого радіусу дії можна було впізнати за великою зірчастою антеною з лівого боку машини.
Деякі джерела припускають, що Sd.Kfz. 234/2 використовувався наступними бойовими частинами:
- Танкова навчальна дивізія - 25 машин
- 2-га танкова дивізія (не плутати із 2-гою танковою дивізію Ваффен-СС «Дас Райх») - 25 машин
- 1-ша танкова дивізія Лейбштандарте-СС «Адольф Гітлер» - 16 машин
- 20-та танкова дивізія - 16 машин
- 7-ма танкова дивізія - невідома кількість
- 13-та танкова дивізія - невідома кількість
- Бранденбурзька танкова гренадерська дивізія - 2 машини видані в січні 1945 року

## Варіанти
Були чотири основні варіанти:
- 234/1 - 1 x 2 cm KwK 38 L/55 автоматична гармата, 1 x 7,92 мм кулемет MG 42. Ця конструкція мала башту з відкритим верхом. Виготовлено близько 200.

- 234/2 — 1 x 5 cm KwK 39 L/60 гармата, 1 x кулемет MG 42. Використовував повністю закриту башту, розроблену для легкого танка VK 16.02 Leopard. Передня частина башти була захищена 30-мм (1,2 дюйма) бронею під кутом 20° від вертикалі. Борти та задня частина мали 10-міліметрову броню під кутом 25°, а верхня частина була 10-міліметровою (0,39 дюйма). Манжета гармати була заокруглена і мала товщину від 40 до 100 мм (1,6-3,9 дюйма). 101 така машина була побудована між вереснем 1943 і вереснем 1944.

- 234/3 — 1 гармата K51 L/24 калібру 7,5 см у надбудові з відкритим верхом, яка замінює башту. 88 таких машин побудовано між червнем і груднем 1944 року.

- 234/4 — 1 гармата PaK 40 L/46 калібру 7,5 см у надбудові з відкритим верхом, яка замінює башту. 89 машин побудовано між груднем 1944 і березнем 1945.